# 察尼斯·察内塔基斯
察尼斯·察内塔基斯（羅馬化：Tzannis Tzannetakis；1927年9月13日—2010年4月1日），希腊政治人物，1989年希腊政治危机时，他曾短暂出任希腊总理，任期为1989年7月2日 - 10月11日。

## 生平
察尼斯·察内塔基斯生于希腊南部城市伊西翁。1974年，加入新民主党。1977年，当选希腊议会议员。2010年4月，逝世于希腊雅典医院。